# Плесецкое городское поселение
Плесецкое городское поселение или муниципальное образование «Плесецкое» — упразднённое муниципальное образование со статусом городского поселения в Плесецком муниципальном районе Архангельской области.
Соответствовало административно-территориальной единице в Плесецком районе — посёлку городского типа Плесецк.
Административный центр — рабочий посёлок Плесецк.
Законом Архангельской области от 26 апреля 2021 года № 412-25-ОЗ с 1 июня 2021 года упразднено в связи с преобразованием Плесецкого муниципального района в муниципальный округ.

## География
Плесецкое городское поселение находится в центре Плесецкого района Архангельской области.

## История
Муниципальное образование было образовано в 2006 году.
На основании постановления ВЦИК от 25.03.1932 года районный центр посёлок при станции Плесецкой отнесён к категории рабочих посёлков с присвоением наименования Плесецк. Согласно Указу Президиума Верховного Совета (ПВС) РСФСР от 26.02.1939 года в Плесецком районе из части Плесецкого, Петровского и Савинского советов был создан Кочмасский сельсовет.

## Население
| 2005    | 2010    | 2011    | 2012    | 2013    | 2014    | 2015    |
| ------- | ------- | ------- | ------- | ------- | ------- | ------- |
| 12 134  | ↘11 879 | ↘11 870 | ↘11 654 | ↘11 476 | ↘11 261 | ↘11 144 |
| 2016    | 2017    | 2018    | 2019    | 2020    | 2021    |         |
| ↘10 987 | ↘10 905 | ↘10 816 | ↘10 666 | ↘10 394 | ↘10 151 |         |

## Состав поселения
В состав городского поселения входят 2 населённых пункта:
- Плесецк
- Пукса

### Карты
- [web.archive.org/web/20050225085825/mapp37.narod.ru/map2/index17.html Топографическая карта P-37-XVII,XVIII - 1 : 200 000. Пуксоозеро]
- Топографическая карта P-37-45,46. Плесецк
- Топографическая карта P-37-11_12.